# حبیب سماعی
حبیب سماعی (زادهٔ ۱۲۸۴ – درگذشتهٔ ۲۰ تیر ۱۳۲۵)، موسیقی‌دان و نوازندهٔ سنتور اهل ایران بود. از او به عنوان «پدر سنتورنوازی معاصر ایران» یاد شده‌است.

## زندگی هنری

### کودکی و نوجوانی

حبیب سماعی و پدرش حبیب سماع حضور

حبیب سماعی در سال ۱۲۸۴ خورشیدی در تهران متولد شد. پدرش حبیب سماع حضور، نوازندهٔ سرشناسِ دوران قاجار بود و پسرش، حبیب را از سن ۴ سالگی با موسیقی آشنا کرد. حبیب سماعیِ خردسال در این زمان، همراه با سنتورنوازی پدر، تمبک می‌نواخت و به دلیل جثهٔ کوچکش، ساز را روی بالش می‌گذاشت و پدر را همراهی می‌کرد. پس از ۶ سالگی، سماع حضور به آموزش سنتورِ پسرش پرداخت.
روح‌الله خالقی در کتاب سرگذشت موسیقی ایران، در بخشی خاطرهٔ خود از نخستین دیدارش با سماع حضور و فرزندِ خُردسالش حبیب سماعی، چنین نگاشته‌است:
«ذکر کلمهٔ «سرور»، موجب انبساط سماع حضور شد و به یاد استادش افتاد… گفت آری استاد من محمدصادق خان سرورالملک بود که او را رئیس می‌گفتند زیرا در میان نوازندگانِ دربار ناصرالدین شاه همه او را به استادی و ریاست قبول داشتند. آبدارباشی که موقع را مناسب دید گفت برای شادی روحِ آن مرحوم که استادی مانند شما پرورانده‌است امشب ما را از نغماتِ زیبای سنتور خود بهره‌مند کنید. سماع حضور مثل کسی که حالت جذبه‌ای یافته باشد بی تأمل حوله‌ای روی سنتور کشید و مضراب‌ها را به دست گرفت و شروع به نواختن کرد. هنوز چند مضراب بیشتر نزده بود که به پسرش اشاره کرد، ضرب را بردارد و با او همراهی کند. حبیب کوچک تمبک را به بغل گرفت و نرم نرمک با انگشتان ظریف خود بنواخت. دیگر صدائی جز ضربات مضراب استاد و پشتیبانی ضرب شنیده نمی‌شد…»
صدای سنتور حبیب سماعی در ۱۰ سالگی مورد تأیید و تحسینِ هنرمندانی نظیر: نایب اسدالله و آقا حسینقلی قرار گرفت. پس از آن، مدتی به «مدرسهٔ موزیک» به سرپرستی سالار معزز وارد شد و به تحصیل موسیقی پرداخت و با نت و تئوری موسیقی آشنا شد اما از این آموخته‌ها برای ثبتِ آثار خود بهره نبرد و به روش «سینه به سینه» هنرش را ادامه داد.

### جوانی

حبیب سماعی در لباس نظامی

سماع حضور در اواخر زندگی‌اش به همراه خانواده به شهر مشهد مهاجرت کرد، به همین سبب سنتورنوازی حبیب در مشهد نیز شهرت یافت. پس از مدتی به دلیل علاقه‌اش به لباس نظام، به خدمت ارتش درآمد و تا پایان زندگی خدمت نظام را ترک نکرد.
حبیب سماعی پس از درگذشت پدرش به تهران بازگشت و با راهنمایی دوستِ هنرمند خود ابوالحسن صبا، کلاس سنتور خود را افتتاح نمود. شاگردان اندکی نظیر: قباد ظفر، مرتضی عبدالرسولی، نورعلی برومند و داریوش صفوت با جدیت آموزش‌های او را دنبال کردند. حبیب سماعی در این مورد گفته بود:
«فقط مهندس قباد ظفر، مرتضی عبدالرسولی و نورعلی برومند شاگردان واقعی من هستند که حوصله به خرج می‌دهند و ابراز علاقه می‌نمایند، وگرنه دیگران فقط هوس نواختنِ سنتور دارند و جز مدت کوتاهی با من کار نمی‌کند و هنوز چیزی فرا نگرفته، مجلس درس را ترک می‌گویند»
حبیب سماعی که با نام «سماعی» معرفی می‌شد و تنها شاگردِ یکی از آخرین نوازندگان سنتور (سماع حضور) بود، در سال ۱۳۱۹ پس از افتتاح مرکز پخش فرستندهٔ تهران، از نخستین نوازندگانی بود که در رادیو به نوازندگی پرداخت. از این زمان به بعد عموم مردم او و هنرش را شناختند. در این هنگام مسئولانِ ادارهٔ موسیقی کشور و روح‌الله خالقی که معاونت ادارهٔ موسیقی را بر عهده داشت، تلاش کردند تا وی را از مقامِ افسری ارتش به وزارت فرهنگ، با سِمتِ هنرآموزِ سنتور منتقل نمایند. سماعی در ابتدا با این امر موافقت نمود و به تربیت شاگردانی در ادارهٔ موسیقی کشور پرداخت اما به دلیل علاقه به لباسِ افسری، پس از مدت کوتاهی پشیمان شد، به ارتش بازگشت و به وزارت جنگ منتقل شد.
او در سال ۱۳۲۲ از جمله هنرمندانی بود که به عنوان عضو مؤسس، به انجمن موسیقی ملی وارد شد و به همراهی هنرمندانِ دیگر، کنسرتهایی برگزار کرد. از دیگر شاگردان او می‌توان به ابوالحسن صبا، مهدی ناظمی و طلیعه کامران اشاره نمود.

## زندگی شخصی
حبیب سماعی رابطه‌ای عاشقانه با پروانه خوانندهٔ آن زمان داشته و این عشق، در نواخته‌های او تأثیرگذار بوده‌است. روح‌الله خالقی، از پنج صفحه به جا مانده از پروانه و حبیب یاد می‌کند که هنوز پس از هفتاد سال که از عمرشان می‌گذرد، سخت تأثیرگذار است. «مرگ نابهنگام و جانگداز پروانه بازار این صفحات را گرم‌تر کرد.»
مدتی بعد، مرگ نابهنگام کودک خردسالی که از دومین ازدواج خود داشت، وضعیت روحی او را آشفته‌تر نمود. روح‌الله خالقی در این باره گفته‌است: «مزاج او روز به روز ضعیف‌تر می‌شد، چنان‌که بیش از چند کیلو پوست و استخوان نداشت»

## بیماری و درگذشت

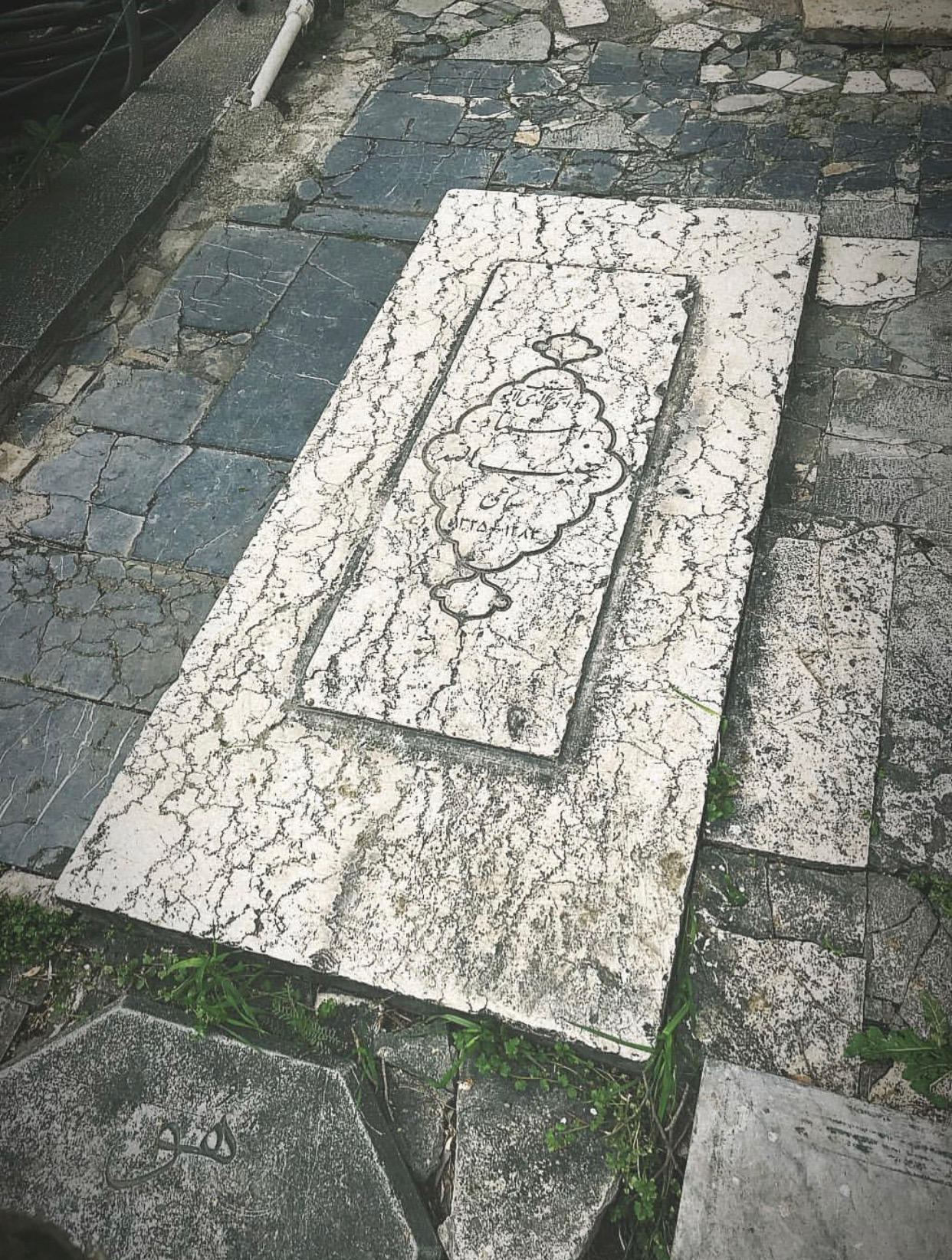
آرامگاه حبیب سماعی در گورستان ظهیرالدوله

حبیب سماعی در بهمن سال ۱۳۲۴ در اثر سرماخوردگی به ذات‌الریه مبتلا شد و به بستر بیماری افتاد. یکی از پزشکان گفته بود: «سماعی یک عضو سالم در بدن ندارد و تا آن جا که ممکن بوده در حق خود دشمنی کرده‌است.»
سرانجام حبیب سماعی در ۲۰ تیر سال ۱۳۲۵، در ۴۱ سالگی درگذشت و در گورستان ظهیرالدوله به خاک سپرده شد.

## آثار هنری

### صفحه و آلبوم
حبیب سماعی علاقه‌ای به ثبت آثارش نداشت. از او تنها صفحه‌هایی با صدای «پروانه» برجای مانده‌است که مجموعِ زمان آنها به یک ساعت هم نمی‌رسد.
- صفحهٔ ماهور و دلکش با مطلعِ شعر: شب دراز به امید صبح بیدارم
- صفحهٔ شور و شهناز با مطلعِ شعر: خراب‌تر از دل من غم تو جای نیافت
- صفحهٔ ابوعطا و حجاز با مطلعِ شعر: ندانمت به حقیقت که در جهان به که مانی
- صفحهٔ اصفهان، بیات راجع با مطلعِ شعر: آب حیات من است خاک سر کوی دوست
- صفحهٔ ضربی شهناز، گریلی با مطلعِ شعر: شبی مجنون به لیلی گفت ای محبوب بی‌همتا
- آلبوم موسیقی و کتاب «ضربی‌های حبیب سماعی»، حاوی ۲۰ قطعه از ضربی‌های حبیب سماعی، گردآوری و بازنوازی مجید کیانی (۱۳۶۹)

### ردیف حبیب سماعی

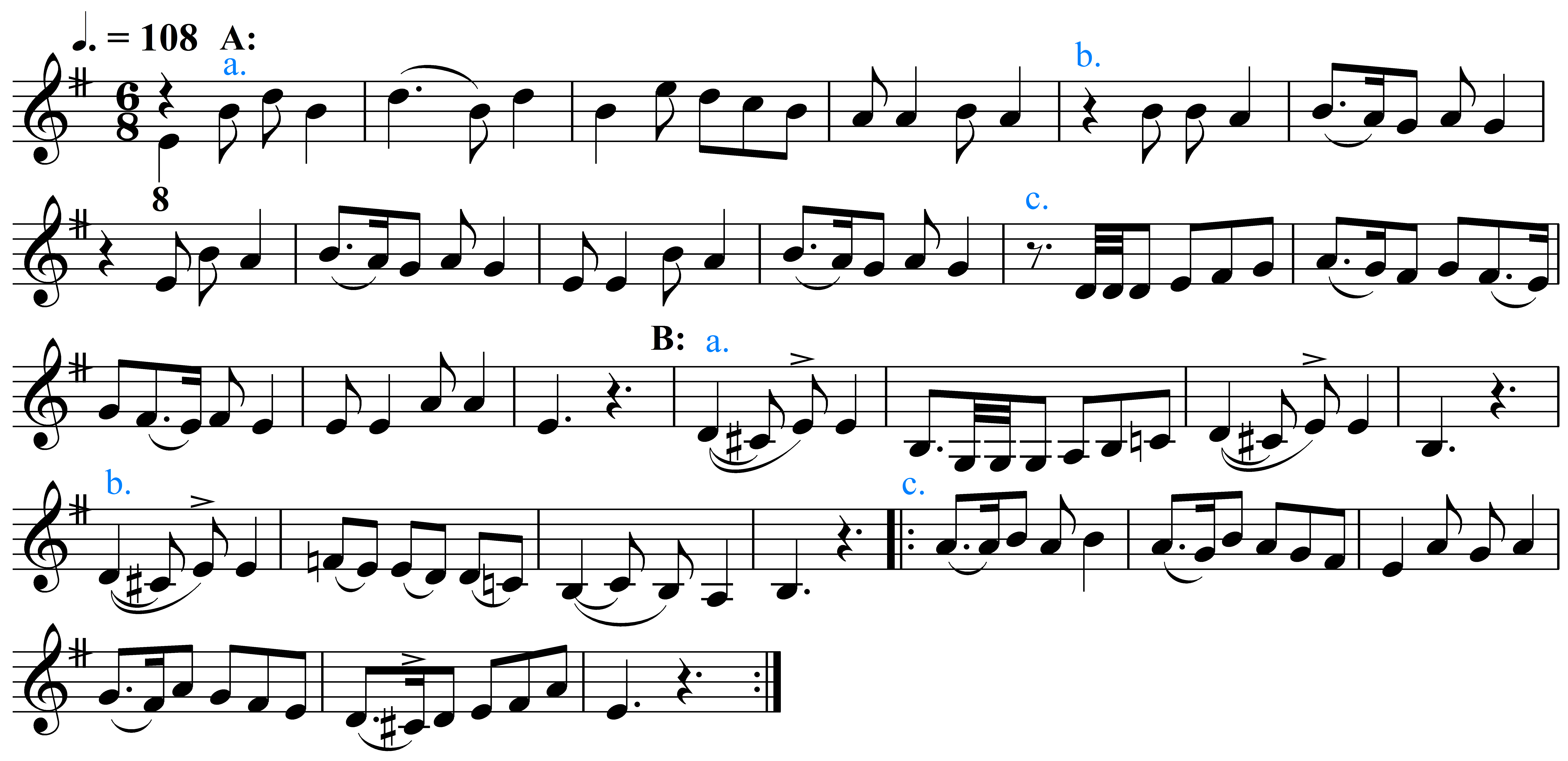
بخش آغازین رِنگ دشتی از ردیف حبیب سماعی (فرود در دستگاه شور می). حروف انگلیسی a تا c، اولین میزان هر فراز را نشان می‌دهند.چپ

در دست‌نوشته‌ای از حبیب سماعی که برای شاگردش «مرتضی عبدالرسولی» نوشته بوده‌است، روایتِ او از ردیف که برگرفته از ردیف «محمدصادق‌خان (سرورالملک)» بوده، به ۱۲ دستگاه تقسیم‌بندی شده‌است و شامل دستگاه‌هایی است که امروزه متداول نیستند.
روایت حبیب سماعی، مخصوص سنتور در دوازده دستگاه، بنا بر دست‌نوشتهٔ مرتضی عبدالرسولی، که در مجموعهٔ شخصی «طلیعه کامران» موجود بوده، عبارتند از: ۱ـ دستگاه شور ۲ـ دستگاه سوز و گداز ۳ـ دستگاه طرز تجنیس ۴ـ دستگاه بیوتات ۵ـ دستگاه رُهاب ۶ـ دستگاه دوگاه ۷ـ دستگاه سه‌گاه ۸ـ دستگاه چهارگاه ۹ـ دستگاه همایون ۱۰ـ دستگاه ماهور ۱۱ـ دستگاه نوا ۱۲ـ دستگاه راسته پنجگاه
برخی از دستگاه‌های ناآشنای این مجموعه، شامل بعضی از مایه‌های آوازی کنونی است. برای مثال، دستگاه «سوز و گداز» ترکیبی از آواز بیات کرد و آواز دشتی (با مجموعاً ۱۳ گوشه) است یا دستگاه «طرز تجنیس» شامل برخی از گوشه‌های دستگاه همایون و گوشه‌هایی در آواز بیات اصفهان، دستگاه شور و آواز افشاری (با مجموعاً ۲۵ گوشه) است. دستگاه «بیوتات» شامل نغمه‌هایی در آواز ابوعطا، افشاری و بیات ترک (با مجموعاً ۱۱ گوشه) است و ۲ دستگاه «رُهاب» و «دوگاه» که در برخی از کتاب‌های قدیمی از آنها به‌عنوان دستگاه مجزا و با استقلال نامبرده شده‌است.
طلیعهٔ کامران که از شاگردان حبیب سماعی بود در سال ۱۳۸۸، کتاب بخش‌هایی از ردیف حبیب سماعی به روایت طلیعه کامران، را منتشر کرد. او همچنین آلبوم موسیقی یادگار حبیب، را با نوازندگی سنتور خود به همراه تمبک و آواز حسین تهرانی در سال ۱۳۹۰ منتشر کرد. این آلبوم حاوی بخش‌هایی از ردیف حبیب سماعی است.

## در نگاه دیگران
- هانری ماسه، خاورشناس و نویسندهٔ فرانسوی که در مراسم هزارهٔ ابوالقاسم فردوسی ساز حبیب سماعی را شنید، ضمن تحسینِ وی چنین گفت: «موسیقی ایرانی همان‌طور که منشأ موسیقی مشرق‌زمین است باید روزی موجب افتخار ایران باشد و این همان روزی است که موسیقی ایرانی جایگزین موسیقی تمام دنیا شود، ایرانی‌ها به جای تقلید از موسیقی فرنگی باید همت کنند، امثال سماعی و دیگر نوازندگان را به جهانیان معرفی کنند و این نوای جانبخش را به گوش عالمیان برسانند.»[۶]
- نورعلی برومند، تنوع در نوازندگی را از ویژگی‌های هنر حبیب سماعی دانسته و معتقد بود که قطعات تکراری هیچ‌گاه در نوازندگی حبیب شنیده نمی‌شود. او در این باره گفته بود: «سماعی هربار حداقل سه ربع ساز می‌زد و در هر بار تازگی، نوآوری و خلاقیت جدیدی در سازش شنیده می‌شد.»[۷]